# Lill-Vamsjön
Lill-Vamsjön är en sjö i Kramfors kommun i Ångermanland och ingår i Nätraån-Ångermanälvens kustområde. Sjön har en area på 0,141 kvadratkilometer och ligger 164,9 meter över havet. Sjön avvattnas av vattendraget Backeån.

## Delavrinningsområde
Lill-Vamsjön ingår i det delavrinningsområde (700017-162182) som SMHI kallar för Utloppet av Lill-Vamsjön. Medelhöjden är 204 meter över havet och ytan är 1,35 kvadratkilometer. Räknas de 14 avrinningsområdena uppströms in blir den ackumulerade arean 36,9 kvadratkilometer. Backeån som avvattnar avrinningsområdet har biflödesordning 2, vilket innebär att vattnet flödar genom totalt 2 vattendrag innan det når havet efter 8,2 kilometer. Avrinningsområdet består mestadels av skog (84 procent). Avrinningsområdet har 0,14 kvadratkilometer vattenytor vilket ger det en sjöprocent på 10,1 procent.